# 美味的烹飪課
《美味的烹飪課》為韓國SBS自2017年起播出的儿童節目，由崔叡娜主持，節目主軸為兒童烹飪教育節目，與朋友享用料理的同時，一邊學習相關的文化，了解料理中所蘊含的的文化和信息。

## 外部連結
- 官方網站 （页面存档备份，存于） 
- Daum上《美味的烹飪課》的資料